# 杨勉
楊勉（？—1431年），字宗勖，江寧人。明朝政治人物。

## 生平
永樂二年（1404年）甲申科進士，選為翰林院庶吉士，編撰《永樂大典》。授刑部主事，升郎中。得尚書吳中推薦，升刑部右侍郎。永樂十九年（1421年），成祖設立巡撫一職，楊勉成為首任福建巡撫。因事下獄。
仁宗登極，復職。降山東參政，改廣東。宣德六年（1431年）卒。

## 事跡
楊勉為進士時，僧道衍（姚廣孝）為僧錄司左善世，得太宗眷顧。後賜名廣孝，授太子少師。楊勉以父事之。廣孝卒，楊勉竟為其父喪，為士論所鄙。